# Distichlicoccus salazari
Distichlicoccus salazari är en insektsart som beskrevs av Williams och Granara de Willink 1992. Distichlicoccus salazari ingår i släktet Distichlicoccus och familjen ullsköldlöss.
Artens utbredningsområde är Peru. Inga underarter finns listade i Catalogue of Life.